# Biegi narciarskie na Zimowych Igrzyskach Paraolimpijskich 2014 – 1 km kobiet, sprint stylem dowolnym – osoby niedowidzące
Zawody biegowe na dystansie 1 kilometra (sprintu) stylem dowolnym dla kobiet niedowidzących/niewidomych odbyły się 12 marca o godz. 14:33 w Kompleksie narciarsko-biathlonowym „Łaura”.

## Wyniki
| Rk. | NR | Zawodnik             | Kraj    | Praca | Runda        |
| --- | -- | -------------------- | ------- | ----- | ------------ |
| 1.  | 1  | Michalina Łysowa     | Rosja   | 98%   | Finał        |
| 2.  | 3  | Jelena Remizowa      | Rosja   | 98%   | Finał        |
| 3.  | 4  | Oksana Szyszkowa     | Ukraina | 98%   | Finał        |
| 4.  | 2  | Julia Budaliejewa    | Rosja   | 98%   | Finał        |
|     |    |                      |         |       |              |
| 5.  | 6  | Robbi Weldon         | Kanada  | 98%   | Półfinał (1) |
| 6.  | 5  | Vivian Hoesch        | Niemcy  | 87%   | Półfinał (2) |
|     |    |                      |         |       |              |
| 7.  |    | Margarita Gorbounova | Kanada  | 100%  | Kwalifikacje |